# Northland
Northland (maorsky Te Tai Tokerau) je region na novozélandském Severním ostrově. Administrativním centrem regionu a zároveň největším městem je Whangārei. Region je znám pro své mírné klima, které zejména v zimních měsících láká turisty i místní obyvatele.